# Võ Hoài Phúc
Võ Hoài Phúc (sinh ngày 7 tháng 12 năm 1982) là một nhạc sĩ Việt Nam có hơn 300 ca khúc đã phát hành trong và ngoài lãnh thổ Việt Nam, có rất nhiều bài hit đang được giới trẻ yêu thích như Hoang mang, Khi cô đơn em nhớ ai, Ta còn thuộc về nhau, Tình thân là mãi mãi, Gọi tên ngày mới, Yêu không hối hận và bản hit Vô cùng phủ sóng hiện nay.
Hoài Phúc đã và đang cộng tác với Trung tâm Thúy Nga trong nhiều năm qua. Anh là một trong những nhạc sĩ có nhiều bài hát phát hành nhất cho Thúy Nga Paris By Night từ năm 2008 đến nay.

## Thân thế
Võ Hoài Phúc là con út của nhà giáo Võ Đại Mau, người viết nhiều sách trong lĩnh vực toán học. Gia đình anh có 7 anh chị em, anh là em trai của nhạc sĩ Hoài An.

## Quá trình hoạt động
Rẽ sang con đường âm nhạc chuyên nghiệp một cách khá bất ngờ khi ngừng theo học chuyên ngành Vật Lý Đại học Sư phạm TPHCM vào năm thứ hai, cho đến nay nhạc sĩ Võ Hoài Phúc đã sáng tác nhiều ca khúc phát hành trên thị trường trong và ngoài nước, trong đó thành công nhất phải kể đến ca khúc Hoang mang đã mang về cho anh giải thưởng Nhạc sĩ được yêu thích Làn Sóng Xanh 2007.
Từ năm 2001 anh bắt đầu công việc sáng tác và biên tập âm nhạc tự do. Tốt nghiệp khóa sáng tác nâng cao tại Hội âm nhạc TPHCM, năm 2005 anh về đầu quân cho Bến Thành Audio – Video ở vị trí biên tập viên.
Sau đó Hoài Phúc lần lượt tham gia Ban biên tập cho trang Zing News (2006-2008); Sóng Nhạc, Pops.vn (2008-2009); Go.vn (2010-2011).
Từ năm 2011 đến nay anh đảm nhiệm vai trò Giám đốc công ty Nghệ sĩ Việt chuyên cung cấp bản quyền nhạc số, sáng tác nhạc cho quảng cáo, chương trình truyền hình, phim, game..., tổ chức sự kiện và chương trình biểu diễn, quản lý nghệ sĩ và trung tâm đào tạo nghệ thuật và kỹ năng sống. Cùng với nhạc sĩ Hoài An, Hoài Phúc quản lý toàn bộ chương trình đào tạo, các dự án âm nhạc của công ty Nghệ sĩ Việt, đồng thời hỗ trợ và phát triển sự nghiệp cho các ca sĩ trẻ.
Hoài Phúc đã tham gia các chương trình với vai trò:
- Giám đốc sản xuất - Cửu Long Hội Ngộ (2006)
- Giám khảo BeU Honda (2010, 2012, 2013)
- Giám đốc sản xuất - Dòng Thời Gian (2015)
- Giám đốc âm nhạc - Larue Tình Bạn Mãi Mãi (2016)
- Giám đốc âm nhạc - Live concert Lời Chưa Nói (2019)

## Tác phẩm
Các sáng tác tiêu biểu của nhạc sĩ Võ Hoài Phúc:
- Chỉ cần anh còn nhớ
- Có cũng như không (c) by Thuynga
- Có hẹn cùng cô đơn
- Có không dài lâu (c) by Thuynga
- Điều chưa nói (c) by Thuynga
- Feel The Lights (c) by Thuynga
- Giao mùa (c) by Thuynga
- Giây phút cuối
- Hoang mang
- Hãy Cho Tôi Ngày Mai
- Khi cô đơn em nhớ ai
- Hai thế giới
- Hát mãi ước mơ
- Ngày mai em rời xa (c) by Thuynga
- Một đời em đã yêu (c) by Thuynga
- Môi mưa (thơ: Huỳnh Tuấn Anh) (c) by Thuynga
- Gọi tên ngày mới (c) by Thuy Nga
- Phút cuối (c) by Thuynga
- Phải chăng yêu là hờ hững
- Sân khấu cuộc đời (c) by Thuynga
- Sau ngày ấy (c) by Thuynga
- Suy nghĩ riêng em
- Yêu không hối hận
- Ta còn thuộc về nhau
- Thiên sứ tình yêu (viết lời Việt)
- Tiếc nuối
- Tình thân là mãi mãi
- Tình yêu đánh rơi (c) by Thuynga
- Tình sen (c) by Thuynga
- Tình yêu mong manh
- Vô cùng (thơ: Huỳnh Tuấn Anh) (c) by Thuynga

Và nhiều bài hát khác